# Leidse ingenieursschool

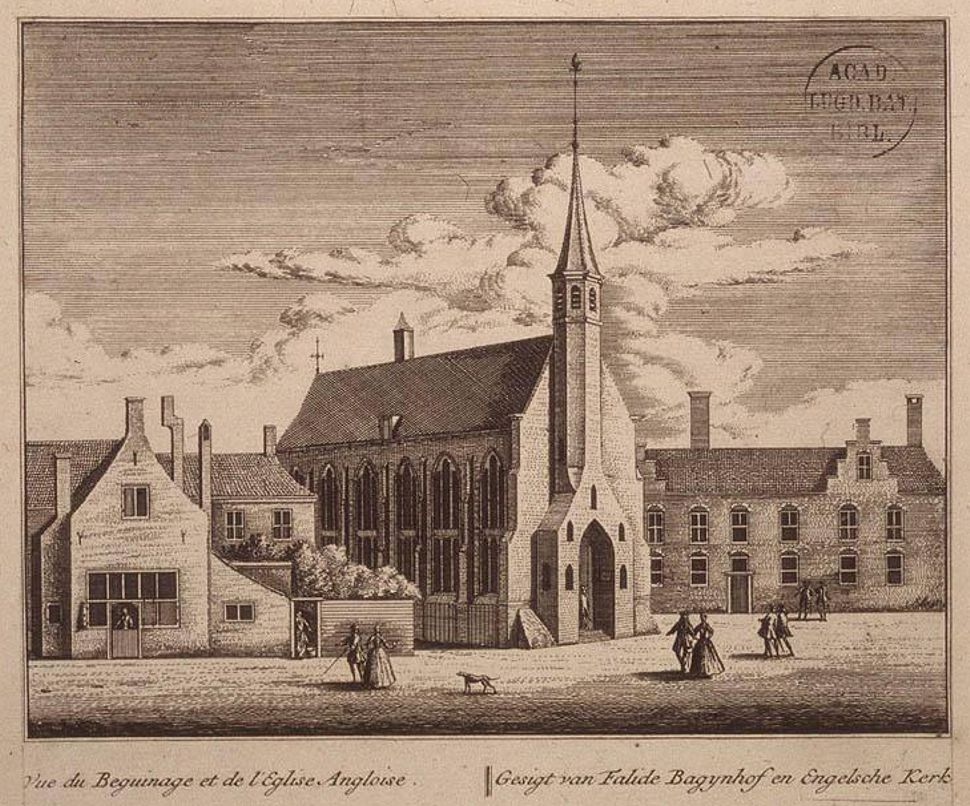
De Leidse ingenieursschool was gevestigd in de Faliede Bagijnkerk (nu Rapenburg 70).

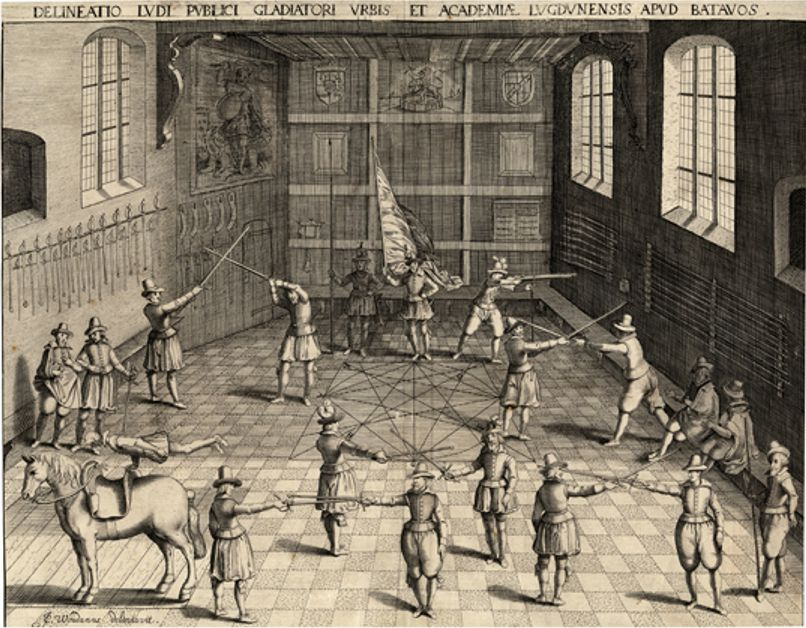
Zaal in de voormalige Faliede Bagijnkerk, waar door Van Ceulen rond 1600 ook schermles werd gegeven.

De Leidse ingenieursschool of School voor Nederduytsche Mathematique was de eerste Nederlandse ingenieursschool voor opleiding tot militair ingenieur en vestingbouwer, gesticht in 1600 aan de Universiteit te Leiden.
De ingenieursopleiding aan de Universiteit Leiden heeft met onderbreking tussen 1681 en 1701 voortbestaan tot in de eerste helft van de 19e eeuw. In 1825 werd de school omgevormd tot het Industrie College, dat in 1843 werd opgeheven nadat in Delft de Koninklijke Akademie te Delft was begonnen. 

## Historie

### Oprichting

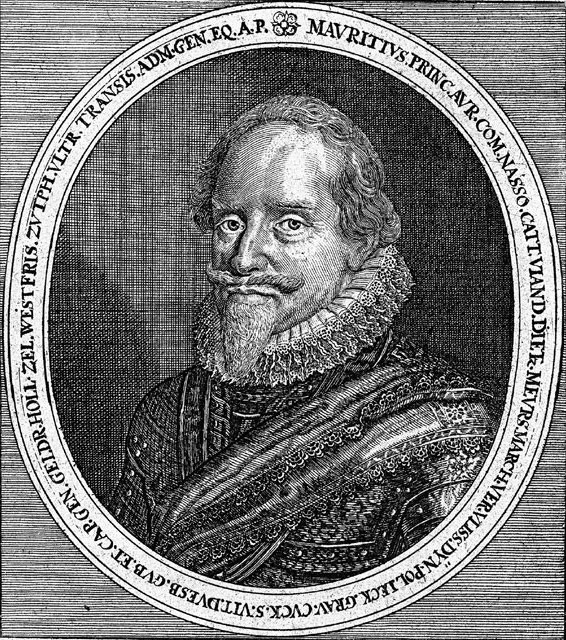
Prins Maurits

In 1600 stichtte prins Maurits een ingenieursschool aan de universiteit te Leiden voor opleiding tot militair ingenieur of vestingbouwer op advies van Simon Stevin. De opleiding kreeg de naam Nederduytsche Mathematique, en was uniek in Europa. 
De school werd gesticht halverwege de Tachtigjarige Oorlog, in een periode van voorspoed. Maurits had met zijn Veldtocht van 1597 zijn succesvolste veldtocht ooit, en in de opvolgende twee jaar gebeurde er aan Staatse zijde weinig. Voor het continueren van zijn succes zon Maurits op duurzame oplossingen. Met de wetenschappelijke aanpak, en opleiding van ingenieurs zag hij mogelijkheden om de oorlog te beëindigen en het land weer op te bouwen. Hij werd in deze zaken bijgestaan door Simon Stevin, die vond dat de ingenieurswerk van een stevig theoretisch fundament voorzien diende te worden, en dit begon met opleiding. Gezamenlijk gaven zij de aanzet tot de oprichting van de eerste ingenieursopleiding in Holland.

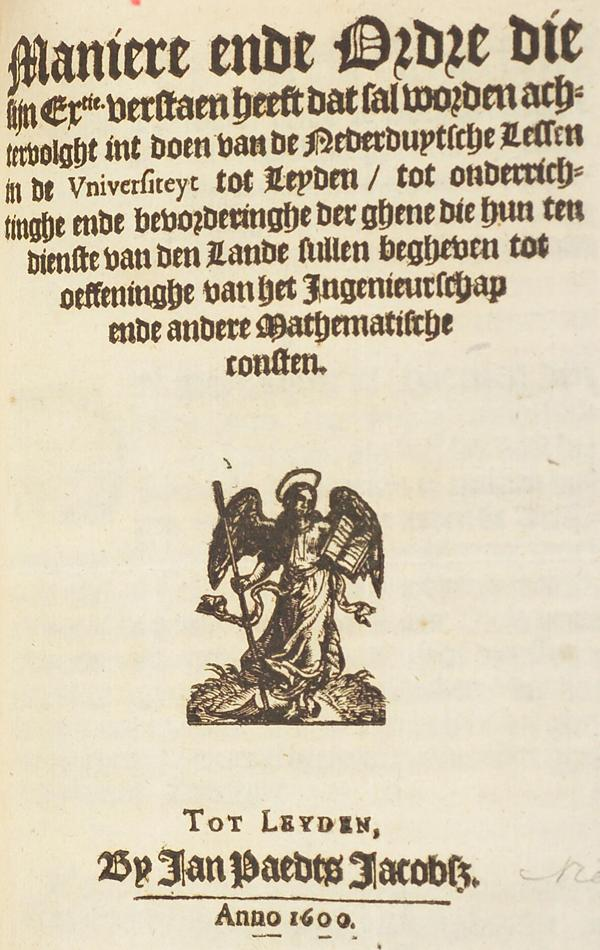
Instructie voor de Duytsche Mathematique, 1600 (1/6)

Voor deze school schreef Simon Stevin ook een instructie. Op verzoek van de prins schreef hij voor, dat de lessen in het Nederlands moesten worden gegeven. Deze instructie begint met de volgende tekst (zie afbeelding):
Maniere ende Ordre die sijn Extie. verstaen heeft dat sal worden achtervolght int doen van de Nederduytsche Lessen in de Vniversiteyt tot Leyden/ tot onderrichtinghe ende bevorderinghe der ghene die hun ten dienste van den Lande sullen begheven tot oeffeninghe van het Ingenieurschap ende andere Mathematische consten.
Manieren, die zijne excellentie heeft uitgedrukt en nageleefd moeten worden, voor de Nederlandse lessen aan de Universiteit Leiden ter onderwijs en bevordering van de genie ter lande, tot oefening van het ingenieurschap en de andere mathematische vakken.
Enkele jaren later bundelde Stevin het lesmateriaal en eerdere enige publicaties in het boek Wisconstighe Ghedachtenissen, uitgegeven in meerdere delen in 1605 en 1608. Deze werken bevatten een scala aan onderwerpen van astronomie, kosmografie, trigionomie, navigatie op zee, rekenkunde, statistica, mechanica en grondmechanica tot tekenen van geometrische figuren en perspectief en zelfs iets over boekhoudkunde.
Als eerste twee lectoren aan deze ingenieurschool waren aangesteld Ludolf van Ceulen en Simon Fransz van Merwen. Ludolph van Ceulen was in 1600 benoemd tot hoogleraar zowel aan de Leidse universiteit als aan de bijbehorende ingenieursschool voor de lessen in de rekenkunde, landmeetkunde en vestingbouw. Zowel de ingenieurs als de technisch/wetenschappelijke docenten hadden weinig aanzien aan de universiteit, omdat ze veelal (zo ook Van Ceulen) geen academische opleiding hadden genoten. Bovendien doceerden zij in de spreektaal (Nederlands dus) in plaats van in het Latijn.
In 1604 had de beroemde architect, vestingbouwkundige en schilder Hans Vredeman de Vries geprobeerd een aanstelling te verkrijgen om wiskunde te doceren aan de Universiteit van Leiden. Dat ging niet door en hij verhuisde in 1607 naar Hamburg waar hij twee jaar later overleed.

### Ontwikkeling in de 17e en 18e eeuw

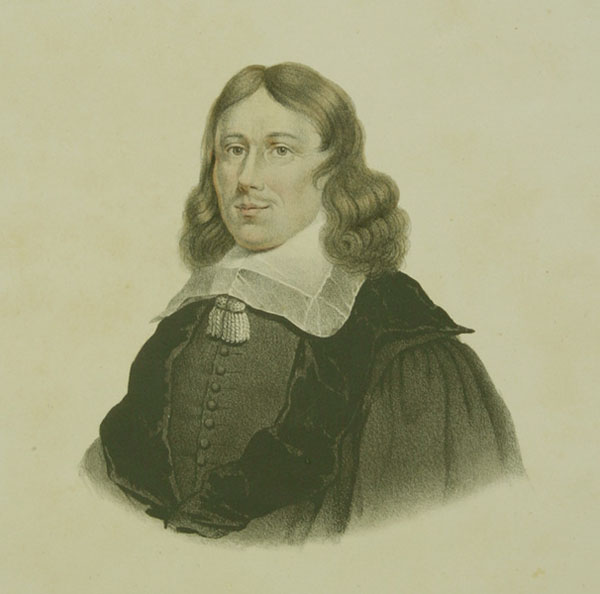
Hoogleraar F. van Schooten jr.

De eerste twee lectoren van de Leidse ingenieursschool overleden beiden in 1610 en werden opgevolgd door Frans van Schooten de Oude, en later door diens zoon Frans van Schooten jr. en zijn halfbroer Pieter of Petrus. Zij namen tot 1680 het onderwijs voor hun rekening. J. de Parival (1661) beschreef een van de lessen van Van Schooten jr. in zijn De Vermaecklijkheden van Hollandt met de volgende woorden:
... Metselaers, Timmer-luyden, en diergelijcke meer, die haer dan met hoopen in die tijdt hier vinden, sonder mantels, maer met hare stocken en schootsvellen versien, dat dan seer kluchtigh om sien is. Den professor, die duytsche lessen voor haer doet, evenwel in sijnen gewoonlijcken aensienlijcken Professors-Tabbaert, ofte Rock (soo wel als alle andere de latijnsche Professoren de hare doen) is den Hoogh-geleerden en Wijdt-vermaerden D. Franciscus van Schooten...
In de eerste helft van de 17e eeuw leidde de ingenieursschool een "stabiel en kleurrijk bestaan binnen de universiteit." Hietbrink (2012) vat samen:
De universiteit en de ingenieursschool trokken studenten uit vele landen. Duitse, Poolse, Franse en Boheemse studenten kwamen naar Leiden. De een ging studeren voor zijn algemene vorming, maar de ander kwam naar de Republiek om te leren van de moderne oorlogsvoering van Prins Maurits en Prins Frederik Hendrik...
De Leuvense hoogleraar Geert Vanpaemel suggereert dat de Leidse ingenieursschool in de eerste helft van de 17e eeuw wellicht ook van invloed is geweest op de publicatie van verschillende architectuur- en fortificatietractaten door lokale privaatdocenten. In die tijd verscheen in Leiden van de Duitse schrijver en architectuurtheoreticus Nicolaus Goldmann, Elementorvm Architectvrae Militaris Libri IV in 1643 en La Nouvelle Fortification in 1645; en van Adam Freytag het Architectvra Militaris Nova et aucta in 1642. In Amsterdam publiceerde Andreas Cellarius het Architectvra Militaris in 1645 en van Matthias Dögen het Architectvra Militaris Moderna in 1647. Na de beëindiging van de Tachtigjarige Oorlog werd de opleiding tot militaire ingenieur en vestingbouwer van minder belang, en ging zich meer richten op landmeters.
Geleidelijk groeide bij de leerkrachten het verzet tegen het doceren in de landstaal. Aan dit verzet nam Petrus van Schooten, die in 1660 de leerstoel van zijn overleden halfbroer Frans van Schooten jr. had overgenomen, de leiding. De kwestie liep zó hoog op, dat het Curatorium in de zaak werd betrokken. In 1669 kregen de docenten van de curatoren toestemming om lessen in het Latijn te geven, zoals toen gebruikelijk was aan de universiteiten. Dit besluit betekende in 1681 het einde van de opleiding, omdat de meeste leerlingen niet voldoende vooropleiding hadden om lessen in een vreemde taal te volgen.
De 8 mei 1681 sloot de ingenieursschool haar deuren en bleef twintig jaar gesloten tot 1701. Gerrit van Dijk (2015) stelt hierover:
Vanaf 1701 tot 1815 ... [werden er] wederom lectoren Nederduytsche Mathématique benoemd (Coets, La Bordus, Cuijpers, Steenstra, Fas; Coets werd benoemd in 1701, Fas ging met emeritaat in 1815)...
In de 18e eeuw kwam er naast de ingenieursschool ook enige krijgs- en artilleriescholen. In 1735 deed kolonel Sebastiaan Glabbeek, commandant van de Nederlandse artillerie, een voorstel tot het oprichten van krijgs- en artilleriescholen. Zijn voorstel werd verworpen. In 1789 deed Paravicini di Capelli, eveneens commandant van de Nederlandse artillerie, opnieuw een voorstel tot de oprichting van artilleriescholen. De staten gaven daarop toestemming tot het stichten van drie artilleriescholen, die gevestigd werden in Zutphen, Breda en 's-Gravenhage.

### Laatste dagen in de 19e eeuw
Onder het bewind van Lodewijk Napoleon Bonaparte werd in 1806 voorgesteld om van de ingenieursschool een polytechnische school te maken, naar voorbeeld van de École Polytechnique opgericht in 1794 in Parijs. Dit plan sneuvelde echter.
Sinds 1763 was Johannes Arent Fas (1742-1817) in Leiden aangesteld als lector in de wiskunde, en hij 52 jaar lang een stabiele kracht in de ingenieursschool. Hij doceerde in de moedertaal, en gaf sinds 1796 ook les in sterren- en zeevaartkunde. Van Dijk (2015) beweert dat met Fas' emeritaat in 1815 de ingenieursschool werd gesloten.
Volgens Koren (2010), liep de ingenieursschool nog tien jaar verder, en werd in 1825 omgezet in het Industrie College. Deze ingenieursopleiding liep tot 1843, en werd opgeheven nadat in Delft de Koninklijke Akademie ter opleiding van burgerlijk ingenieurs – de huidige TU Delft – was gestart. Rond dezelfde tijd was de Leidse hoogleraar Anthony Hendrik van der Boon Mesch in Leiden voor de industrie met technisch-chemisch onderwijs gestart, wat wel succesvol was.

## Staf en studenten
- Simon Stevin, initiator van de Leidse ingenieursschool
- Symon Fransz. van Merwen, lector aan de ingenieursschool van 1600 tot 1610
- Ludolf van Ceulen, lector aan de ingenieursschool van 1600 tot 1610
- Frans van Schooten Sr., lector vanaf 1611 en hoogleraar aan de Universiteit Leiden vanaf 1615
- Frans van Schooten (1615-1660), wiskundige en docent aan de Leidse ingenieursschool
- Petrus van Schooten (1634-1679), docent vanaf 1660, en later de leidinggevende.
- Hendrik Coets, gewoon lector Nederduytsche Mathematique van 1701 tot 1730[17]
- Wilhelmus la Bordus (1693-1757)[18][19]
- Adrianus Cuijpers (1714-1759)[20]
- Pibo Steenstra (†1788)[21]
- Johannes Arent Fas (1742-1817)[22]

## Publicaties
- Jantien Dopper. "Duytsche Mathematicque," in: Euclydes, 85, 6, p. 230-233.
- Charles van den Heuvel. "De vesting als mathematisch en cultured kennissysteem. Het onderwijs in de vestingbouw aan hovelingen, kooplui en ambachtslieden in de Hollandse Republiek (17e eeuw)[dode link]," in: Scientiarum Historia 32 (2006), 99-117[23]
- Krüger, J.H.J. " De Duytsche Mathematique in Leiden, 1600–1681," in: Actoren en factoren achter het wiskundecurriculum sinds 1600, Utrecht University Repository, 2014. p. 24-100.